# Prosthemadera
Prosthemadera is een geslacht van zangvogels uit de familie honingeters (Meliphagidae).

## Soorten
Het geslacht kent de volgende soort:
- Prosthemadera novaeseelandiae – Toei